# Delphacodes albocarinata
Delphacodes albocarinata är en insektsart som först beskrevs av Stsl 1858.  Delphacodes albocarinata ingår i släktet Delphacodes och familjen sporrstritar.

## Underarter
Arten delas in i följande underarter:
- D. a. intermedia
- D. a. palliata